# Stenfrön
Stenfrön (Lithospermum) är ett släkte av strävbladiga växter.
I Sverige växer endast arten stenfrö. Tidigare fördes även sminkrot hit, men den placeras numera i släktet sminkrötter (Buglossoides).

## Dottertaxa till stenfrön, i alfabetisk ordning[1]
- Lithospermum affine
- Lithospermum afromontanum
- Lithospermum album
- Lithospermum azuayense
- Lithospermum barbigerum
- Lithospermum berlandieri
- Lithospermum bolivariense
- Lithospermum calcicola
- Lithospermum californicum
- Lithospermum calycosum
- Lithospermum canescens
- Lithospermum caroliniense
- Lithospermum chiapense
- Lithospermum cinerascens
- Lithospermum cinereum
- Lithospermum cobrense
- Lithospermum confine
- Lithospermum cuneifolium
- Lithospermum cuzcoense
- Lithospermum decipiens
- Lithospermum discolor
- Lithospermum distichum
- Lithospermum diversifolium
- Lithospermum dodrantale
- Lithospermum erythrorhizon
- Lithospermum euryphyllum
- Lithospermum exsertum
- Lithospermum flexuosum
- Lithospermum gayanum
- Lithospermum guatemalense
- Lithospermum helleri
- Lithospermum hintoniorum
- Lithospermum hirsutum
- Lithospermum incisum
- Lithospermum indecorum
- Lithospermum jimulcense
- Lithospermum johnstonii
- Lithospermum latifolium
- Lithospermum leonotis
- Lithospermum leymebambense
- Lithospermum macbridei
- Lithospermum macromeria
- Lithospermum matamorense
- Lithospermum mediale
- Lithospermum mirabile
- Lithospermum muelleri
- Lithospermum multiflorum
- Lithospermum nelsonii
- Lithospermum notatum
- Lithospermum oaxacanum
- Lithospermum oblongifolium
- Lithospermum obovatum
- Lithospermum obtusifolium
- Lithospermum occidentale
- Lithospermum officinale
- Lithospermum onosmodium
- Lithospermum papillosum
- Lithospermum parksii
- Lithospermum parviflorum
- Lithospermum peruvianum
- Lithospermum pinetorum
- Lithospermum pringlei
- Lithospermum revolutum
- Lithospermum rodriguezii
- Lithospermum rosei
- Lithospermum ruderale
- Lithospermum rzedowskii
- Lithospermum scabrum
- Lithospermum sordidum
- Lithospermum subsetosum
- Lithospermum trinervium
- Lithospermum tuberosum
- Lithospermum tubuliflorum
- Lithospermum turneri
- Lithospermum unicum
- Lithospermum virginianum
- Lithospermum viride